# اندال (کانزاس)
اندال (به انگلیسی: Andale) شهری در ایالت کانزاس کشور ایالات متحده آمریکا است که جمعیت آن در سرشماری سال ۲۰۱۰ میلادی، ۹۲۸ نفر بوده‌است.